# 元昇國際
元昇國際集團有限公司，簡稱元昇國際集團，以及元昇國際（英語：Peaktop International Holdings Limited，港交所除牌時0925.HK），於1991年由當時春合工業有限公司和KMP集團組成，夕名為「元昇企業有限公司」。
當時業務在國內經營製造和銷售禮品、相框、吊飾、金壁飾、桌上飾品等產品，當時在1998年10月15日於港交所主板上市，最後由於勞工成本上漲，加上長期嚴重虧損。
最後在2009年被北京控股有限公司收購，原有業務終止，於9月21日更名為北京建設（控股）有限公司。

## 連結
- www.bphl.com.hk